# Dactylocladius indianus
Dactylocladius indianus är en tvåvingeart som först beskrevs av Jean-Jacques Kieffer 1918.  Dactylocladius indianus ingår i släktet Dactylocladius och familjen fjädermyggor.
Artens utbredningsområde är Singapore. Inga underarter finns listade i Catalogue of Life.